# Вращательное увлечение эфира
Вращательное увлечение эфира — магнитооптический эффект, предсказанный ещё в 1885 году Джозефом Томсоном (англ. J. J. Thomson) и обнаруженный экспериментально в XX веке. В этом опыте вращается плоскость поляризации света при распространении во вращающейся среде.
Его относят к магнитооптическим явлением по очевидным симметрийным соображениям, так как эффект проявляется без непосредственного участия магнитного поля, а также ссылаясь на эффект Барнетта, где намагниченность возникает во вращающейся среде.